# Ananas parguazensis
Espèce
Classification phylogénétique
Ananas parguazensis est une espèce de plantes à fleurs de la famille des Bromeliaceae.

## Distribution
L'espèce est présente au Brésil, en Colombie, au Venezuela, au Suriname et en Guyane.

## Description
L'espèce est hémicryptophyte.